# デッロ
デッロ（伊: Dello）は、イタリア共和国ロンバルディア州ブレシア県にある、人口約5,500人の基礎自治体（コムーネ）。

## 地理

### 位置・広がり

#### 隣接コムーネ
隣接するコムーネは以下の通り。
- アッツァーノ・メッラ
- バニョーロ・メッラ
- バルバリーガ
- カプリアーノ・デル・コッレ
- コルツァーノ
- ロンゲーナ
- マイラーノ
- オッフラーガ

### 地震分類
イタリアの地震リスク階級 (it) では、3 に分類される
。

## 行政

### 分離集落
デッロには、以下の分離集落（フラツィオーネ）がある。
- Boldeniga, Corticelle Pieve, Quinzanello